# Скотт, Джон, 4-й граф Элдон
Джон Скотт, 4-й граф Элдон (англ. John Scott, 4th Earl of Eldon; 29 марта 1899 — 20 октября 1976) — офицер британских Королевских вспомогательных ВВС, пэр и придворный.

## Ранняя жизнь
Родился 29 марта 1899 года. Старший сын Джона Скотта, виконта Энкомба (1870—1900) и достопочтенной Мэри Лора Фрейзер (1869—1946). Его младший брат, Достопочтенный Майкл Саймон Скотт (1900—1938), женился на американской наследнице Рут Брэйди (второй дочери Джеймса Кокса Брэйди и потомке Энтони Н. Брэйди),, погиб во время рыбалки у берегов Палм-Бич, Флорида.
Его отец был старшим сыном и прямым наследником Джона Скотта, 3-го графа Элдона (1845—1926) и Генриетты Скотт, графини Элдон (внучки Годфри Макдональда, 3-го барона Макдональда). Среди его большой семьи были тетя леди Маргарет Скотт, гольфистка, выигравшая первые три британских женских чемпионата, и дяди Майкл Скотт, выигравший британский любительский чемпионат по гольфу в 1933 году, Осмунд Скотт, занявший второе место на любительском чемпионате 1905 года, и Денис Скотт, также профессиональный игрок в гольф. Его бабушкой и дедушкой по материнской линии были Саймон Фрейзер, 13-й лорд Ловат, и Элис Мэри Бланделл, дочь Томаса Уэлда-Бланделла.
Он получил образование в колледже Амплфорт и колледже Магдалины в Оксфорде.

## Карьера
Он служил во время Первой мировой войны младшим офицером кавалерийского полка Royal Scots Greys. 10 августа 1926 года он сменил своего эксцентричного деда на посту графа Элдона, его отец уже умер в 1900 году.
Во время Второй мировой войны он служил офицером Королевских вспомогательных военно-воздушных сил в составе 930-й эскадрильи (Гэмпшир). 16 декабря 1941 года ему было присвоено звание летного лейтенанта. 8 июня 1954 года он подал в отставку, сохранив свое звание.
В период с 1937 по 1952 год лорд Элдон занимал должность лорда в ожидании Георга VI, а в 1938 году — должность мирового судьи Хэмпшира. В 1952 году он был назначен кавалером Королевского Викторианского ордена. Лорд в ожидании Елизаветы II с 1952 по 1968 год, участвовал в этой роли в её коронации в 1953 году и был заместителем лорда-лейтенанта Девона с 1957 по 1966 год. Он был назначен великим офицером Почетного легиона в 1960 году. На новогодних почестях 1963 года он был удостоен кавалера Большого креста Королевского Викторианского ордена.

## Личная жизнь
10 апреля 1934 года лорд Элдон женился на своей кузине достопочтенной Магдалине Мэри Шарлотте Фрейзер (1 августа 1913 — 27 сентября 1969), дочери Саймона Фрейзера, 14-го лорда Ловата (1871—1933), и достопочтенной Лаура Листер (вторая дочь Томаса Листера, 4-го барона Рибблсдейла). Они были родителями троих сыновей, только двое из которых дожили до зрелости:
- Джон Джозеф Николас Скотт, 5-й граф Элдон (24 апреля 1937 — 30 января 2017), который женился на графине Клодин Марии Ольге Колумбе Фиделис фон Монжуа-Вофри и де ла Рош, младшей дочери графа Франца фон Монжуа-Вофри и де ла Рош из Вены, в 1961 году[5] .
- Достопочтенный Саймон Питер Скотт (13 сентября 1939 — 30 мая 2009), почетный паж королевы Елизаветы II с 1953 по 1956 год. В 1966 году он женился на Изабель Далзелл де Бертодано, второй дочери Эндрю Рамона Далзелла де Бертодано (старшего сына 8-го маркиза дель Мораль) и леди Сильвии Сэвил (третья дочь Джона Сэвила, 6-го графа Мексборо)[5].

Лорд Элдон умер 20 октября 1976 года, и его титул унаследовал его старший сын Джон.